# Canton de Salles-Curan
Le canton de Salles-Curan est une ancienne division administrative française située dans le département de l'Aveyron et la région Midi-Pyrénées.

## Géographie
Ce canton était organisé autour de Salles-Curan dans l'arrondissement de Millau. Son altitude variait de 260 m (Villefranche-de-Panat) à 1 084 m (Salles-Curan) pour une altitude moyenne de 813 m.

## Histoire
- De 1833 à 1848, les cantons de Saint-Beauzély et de Salles-Curan avaient le même conseiller général. Le nombre de conseillers généraux était limité à 30 par département[1].

### Conseillers généraux de 1833 à 2015
| Période                                  | Période      | Identité                                         | Étiquette            | Qualité                                                                                     |
| ---------------------------------------- | ------------ | ------------------------------------------------ | -------------------- | ------------------------------------------------------------------------------------------- |
| 1833                                     | 1836         | Lambert Augustin Pailhoriès                      |                      | Avocat à Millau                                                                             |
| 1836                                     | 1839         | Louis Jaoul                                      |                      | Juge de paix du canton de Salles-Curan                                                      |
| 1839                                     | 1848         | Maurice Vernhette                                | Droite monarchiste   | Avocat à Millau, ancien magistrat Maire de Saint-Beauzély Député (1848-1851)                |
| 1848                                     | 1852         | Louis Jaoul                                      |                      | Juge de paix du canton de Salles-Curan                                                      |
| 1852                                     | 1864         | Pierre Calvet-Rognat                             | Majorité dynastique  | Avocat, maire de Chamagnieu (Isère) Député de l'Aveyron (1852-1870)                         |
| 1864                                     | 1871         | Marc Eugène Charles, Baron de Gaujal (1811-1872) |                      | Conseiller à la Cour de cassation                                                           |
| 19 novembre 1871                         | 1880         | François Casimir Joseph Bru                      | Droite               | Notaire et propriétaire à Salles-Curan                                                      |
| 1880                                     | 1919         | Joseph Baumelou                                  | Républicain          | Docteur en médecine Maire de Salles-Curan (1896-1900 et 1904-1908)                          |
| 1919                                     | 1922         | Adolphe Gayraud                                  | Droite               | Maire d'Alrance (1878-1916 et 1919-1934), ancien conseiller d'arrondissement                |
| 1922                                     | 1928         | Joseph Fabre de Morlhon (père, 1876-1931)        | Rad.                 | Président du Tribunal civil de Florac puis de Mende (Lozère) Maire de Villefranche-de-Panat |
| 1928                                     | 1934         | Eugène de Vedelly                                | Conservateur         | Maire de Salles-Curan (1924-1931)                                                           |
| 1934                                     | 1940         | Joseph Boudes                                    | RG                   | Suppléant du juge de paix Propriétaire à Salles-Curan, conseiller d'arrondissement          |
|                                          |              |                                                  |                      |                                                                                             |
| 1945                                     | 1951         | Paul Serin (1906-1964)                           | MRP                  | Minotier, maire d'Alrance (1934-1953), ancien conseiller d'arrondissement                   |
| 1951                                     | 1955 (décès) | Zéphirin Bru (1908-1955)                         | DVD                  | Propriétaire au Maubert Maire de Salles-Curan (1953-1955)                                   |
| 1955                                     | 1958         | Louis Bousquet                                   | DVD                  | Maire de Salles-Curan (1945-1953)                                                           |
| 1958                                     | 1973 (décès) | Louis-Alexis Delmas                              | RS puis UNR puis UDR | Inspecteur des impôts Député (1967-1973) Maire de Salles-Curan (1959-1973)                  |
| 1973                                     | 1976         | Damien Vaysse                                    | Centriste            | Mécanicien Maire de Salles-Curan (1973-1983)                                                |
| 1976                                     | 1987 (décès) | Joseph Fabre de Morlhon (fils)                   | CNI puis UDF-PR      | Médecin Maire de Villefranche-de-Panat (1972-1983)                                          |
| 1987                                     | 2008         | Pierre Raynal (1934-2014)                        | UDF-PR puis DL       | Médecin Maire de Villefranche-de-Panat (1995-2014)                                          |
| 2008                                     | 2015         | Jean-Louis Grimal                                | DVD                  | Ingénieur Maire de Curan                                                                    |
| Les données manquantes sont à compléter. |              |                                                  |                      |                                                                                             |

### Résultats électoraux détaillés
- Élections cantonales de 2001 : Pierre Raynal (DL) est élu au premier tour avec 90,44 % des suffrages exprimés, devant Jean-Louis Chauchard (PCF) (9,56 %). Le taux de participation est de 89,61 % (2 121 votants sur 2 367 inscrits)[4].
- Élections cantonales de 2008 : Jean-Louis Grimal (Divers droite) est élu au second tour avec 63,53 % des suffrages exprimés, devant Pierre Raynal (UMP) (36,47 %). Le taux de participation est de 89,87 % (2 058 votants sur 2 290 inscrits)[5].

### Conseillers d'arrondissement (de 1833 à 1940)
| Période                                  | Période      | Identité                            | Étiquette | Qualité |
| ---------------------------------------- | ------------ | ----------------------------------- | --------- | --- |
| 1833                                     | 1848         | Jean François Teysseyre (1791-1867) |           | Notaire royal, suppléant de la justice de paix, maire de Salles-Curan (1835-1848)                           |
| 1848                                     | 1858         | Jean-Paul Blanchy                   |           | Notaire, maire de Salles-Curan (1848-1851)                                                                  |
| 1858                                     | 1861         | M. Galtier                          |           | |
| 1861                                     | 1867         | M. Foulquier                        |           | Propriétaire, juge de paix à Salles-Curan                                                                   |
| 1867                                     | 1886         | Prosper Gaubert                     |           | Maire de Salles-Curan                                                                                       |
| 1886                                     | 1892         | Adolphe Gayraud                     | Droite    | Maire d'Alrance (1878-1916)                                                                                 |
| 1892                                     | 1896 (décès) | Achille Trinquier                   |           | Propriétaire à Salles-Curan                                                                                 |
| 1896                                     | 1898         | Jean Fontès                         | Droite    | Marchand de bestiaux à Salles-Curan                                                                         |
| 1898                                     | 1913         | Louis Maviel (1861-1926)            | Libéral   | Propriétaire aux Canabières, Salles-Curan                                                                   |
| 1913                                     | 1919         | Joseph Boudes                       | RG        | Adjoint au maire de Salles-Curan                                                                            |
| 1919                                     | 1925         | Louis Maviel                        | Libéral   | Propriétaire aux Canabières, Salles-Curan                                                                   |
| 1925                                     | 1931         | Joseph Boudes                       | RG        | Adjoint au maire de Salles-Curan                                                                            |
| 1931                                     | 1937         | Joseph Gayraud                      |           | Propriétaire à Salles-Curan                                                                                 |
| 1937                                     | 1940         | Paul Serin                          | PSF       | Minotier, maire d'Alrance (1934-1953)                                                                       |
| 1940                                     |              |                                     |           | Les conseils d'arrondissement ont été suspendus par la loi du 12 octobre 1940 et n'ont jamais été réactivés |
| Les données manquantes sont à compléter. |              |                                     |           | |

## Composition
Le canton de Salles-Curan, d'une superficie de 200 km2, était composé de quatre communes
.
| Nom                      | Code Insee | Intercommunalité       | Superficie (km2) | Population (dernière pop. légale) | Densité (hab./km2) |
| ------------------------ | ---------- | ---------------------- | ---------------- | --------------------------------- | ------------------ |
| Salles-Curan (chef-lieu) | 12253      | CC de Lévézou Pareloup | 93,90            | 1 065 (2014)                      | 11                 |
| Alrance                  | 12006      | CC de Lévézou Pareloup | 35,43            | 357 (2014)                        | 10                 |
| Villefranche-de-Panat    | 12299      | CC de Lévézou Pareloup | 29,13            | 717 (2014)                        | 25                 |
| Curan                    | 12307      | CC de Lévézou Pareloup | 41,18            | 321 (2014)                        | 7,8                |

## Démographie

### Évolution démographique
| 1962  | 1968  | 1975  | 1982  | 1990  | 1999  | 2006  | 2011  | 2012  |
| ----- | ----- | ----- | ----- | ----- | ----- | ----- | ----- | ----- |
| 3 665 | 3 477 | 3 255 | 3 263 | 2 813 | 2 569 | 2 513 | 2 519 | 2 497 |

### Âge de la population
La pyramide des âges, à savoir la répartition par sexe et âge de la population, du canton de Salles-Curan en 2009 ainsi que, comparativement, celle du département de l'Aveyron la même année sont représentées avec les graphiques ci-dessous.
La population du canton comporte 50,3 % d'hommes et 49,7 % de femmes. Elle présente en 2009 une structure par grands groupes d'âge plus âgée que celle de la France métropolitaine. 
Il existe en effet 58 jeunes de moins de 20 ans pour cent personnes de plus de 60 ans, alors que pour la France l'indice de jeunesse, qui est égal à la division de la part des moins de 20 ans par la part des plus de 60 ans, est de 1,06. L'indice de jeunesse du canton est également inférieur à celui  du département (0,67) et à celui de la région (0,89).
| Hommes | Classe d’âge | Femmes |
| ------ | ------------ | ------ |
| 0,4    | 90 ans ou +  | 1,0    |
| 11,1   | 75 à 89 ans  | 14,5   |
| 19,8   | 60 à 74 ans  | 20,4   |
| 24,8   | 45 à 59 ans  | 20,5   |
| 16,3   | 30 à 44 ans  | 17,6   |
| 13,1   | 15 à 29 ans  | 10,2   |
| 14,4   | 0 à 14 ans   | 15,8   |

| Hommes | Classe d’âge | Femmes |
| ------ | ------------ | ------ |
| 0,6    | 90 ans ou +  | 1,7    |
| 10,2   | 75 à 89 ans  | 14,2   |
| 16,9   | 60 à 74 ans  | 17,5   |
| 21,6   | 45 à 59 ans  | 20,3   |
| 18,9   | 30 à 44 ans  | 17,8   |
| 15,1   | 15 à 29 ans  | 13,4   |
| 16,7   | 0 à 14 ans   | 15,1   |